# Siphonochilus puncticulatus
Siphonochilus puncticulatus är en enhjärtbladig växtart som först beskrevs av François Gagnepain, och fick sitt nu gällande namn av John Michael Lock. Siphonochilus puncticulatus ingår i släktet Siphonochilus och familjen Zingiberaceae. Inga underarter finns listade i Catalogue of Life.